# Barbosella australis
Barbosella australis, es un especie de orquídea epifita originaria del sur de Brasil.

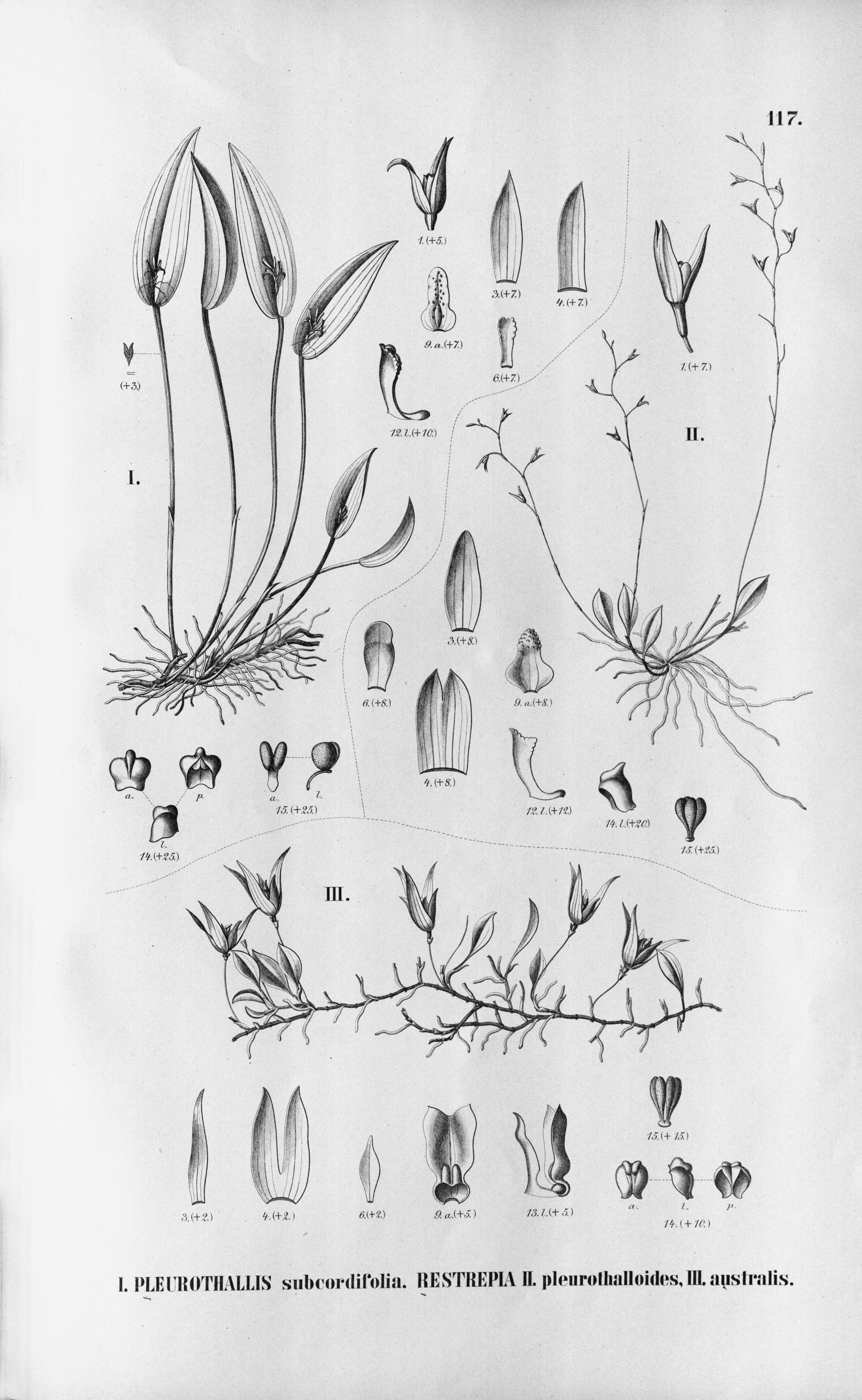
Ilustración

## Descripción
Es una orquídea que prefiere un clima fresco, con un hábito epífita. Tiene un tallo largo que está erecto y una única flor que surge de la bráctea similar al papel en la vaina foliar basal. La floración se produce al final del verano. La única flor aparece muy por encima de las hojas.

## Taxonomía
Barbosella australis fue descrita por (Cogn.) Schltr. y publicado en Repertorium Specierum Novarum Regni Vegetabilis 15: 260. 1918.
Etimología
Barbosella: nombre genérico que fue otorgado en honor de João Barbosa Rodrigues, investigador de orquídeas brasileñas.
australis: epíteto latino que significa "austral, del sur".
Sinónimos
- Barbosella australis var. latipetala Hoehne
- Barbosella australis var. loefgrenii (Cogn.) Hoehne
- Barbosella loefgrenii (Cogn.) Schltr.
- Restrepia australis Cogn.	basónimo
- Restrepia loefgrenii Cogn.[4][5]